# Prijs voor Letterkunde van de Vlaamse Provincies
De Prijs voor Letterkunde van de Vlaamse Provincies is een literaire prijs die jaarlijks wordt uitgereikt door de deputaties van de vijf Vlaamse provincies. Het is een geldprijs. Daarnaast kunnen ook premies worden uitgereikt.
De deputaties van de provincies Antwerpen, Limburg, Oost-Vlaanderen, Vlaams-Brabant en West-Vlaanderen kennen de prijzen toe op voorstel van een interprovinciale jury. De jury's voor deze prijzen bestaan uit vertegenwoordigers van alle Vlaamse provincies.

## Winnaars (incompleet)
- 1932 - Maurice Roelants[2]
- 1942 - Filip De Pillecyn voor De Soldaat Johan
- 1953 - Marnix Gijsen (geweigerd)
- 1955 - Daan Inghelram, voor Om U treur ik, Jonathan.[3]
- 1959 - Stijn Streuvels
- 1962 - André Demedts voor De levenden en de doden
- 1965 - Jos De Haes voor  Azuren holte
- 1969 - Hendrik Elias voor 25 jaar Vlaamse Beweging, 1914-1939[4]
- 1975 - Monika van Paemel voor manuscript van Marguerite
- 1976 - André Demedts voor zijn gehele oeuvre
- 1978 - Herman de Coninck voor Zolang er sneeuw ligt
- 1979 - Valère Depauw voor Op weg naar Montségur[5]
- 1986 - Monika van Paemel voor De vermaledijde vaders[6]
- 1991 - Anne Provoost voor Mijn tante is een grindewal (jeugd- en kinderboek)
- 1995 - Geert De Kockere voor Een fruitje van zilver (kinderliteratuur)
- 2000 - Hugo Claus voor zijn gehele oeuvre
- 2002 - Hugo Claus voor  Wreed geluk
- 2003 - Luc Devoldere voor Wachtend op de barbaren
- 2004 - Eric De Volder voor Achter ’t eten
- 2005 - Erik Spinoy voor Boze wolven
- 2006 - Paul Verhaeghen voor Omega Minor
- 2007 - Jean-Claude van Rijckeghem voor A Sword in Her Hand[7]
- 2008 - Jürgen Pieters voor De tranen van de herinnering. Het gesprek met de doden[8]
- 2009 - Willy Roggeman voor Cadenas